# Spinal Tap
Spın̈al Tap es un grupo semificticio de heavy metal creado en 1984 a partir del falso documental This Is Spinal Tap, considerada por muchos como una película de culto. El grupo existe tanto en la ficción, en que sus miembros son los personajes interpretados por los actores de la película, como en la realidad. Los actores han grabado discos como la banda homónima. También hacen apariciones en el capítulo de Los Simpson llamado The Otto Show y en Homer's Barbershop Quartet en el coctel de la ceremonia.
El nombre del grupo se escribe oficialmente con una diéresis sobre la letra n para satirizar el uso de la diéresis en otros grupos como Motörhead conocida en estos casos por su nombre en alemán umlaut (umlaut del heavy metal). Al parecer, se basaron en la letra ñ, y por ello acabaron añadiendo la diéresis a la letra 'n'.
En 1992, actúan en el Concierto en Tributo a Freddie Mercury, vocalista del grupo Queen.

## Miembros
- David St. Hubbins (Michael McKean) - Voz principal, guitarra, coros y bajo
- Nigel Tufnel (Christopher Guest) - Guitarra, coros y bajo
- Derek Smalls (Harry Shearer) - Bajo y coros

## Discografía

### Real
- This is Spinal Tap
- Break like the wind
- Back from the Dead

Maxis
- Back from the dead
- Christmas with the Devil
- Holiday collection, vol. 3

### Ficticia
- Spinal Tap Sings Listen To The Flower People & Other Favorites, 1967
- We Are All Flower People, 1968
- Top Hit For Nows, 1968
- The Incredible Flight Of Icarus P. Anybody, 1969
- Silent But Deadly, 1969
- Audible Death, bootleg, 1969
- Brainhammer, 1970
- Nerve Damage, 1971
- Blood To Let, 1972
- Intravenus De Milo, 1974
- The Sun Never Sweats, 1975
- Jap Habit, 1975
- Live At Budokkan, 1975
- Bent for the Rent, 1976
- Tap Dancing, 1976
- Rock 'n Roll Creation, 1977
- It's a Smalls World, Derek solo, 1978
- Nigel Tufnel's Clam Caravan, Nigel solo, 1979
- Shark Sandwich, 1980
- Openfaced Mako, 1981
- Smell The Glove, 1982
- Heavy Metal Memories, recopilación (budget recopilation), 1983
- Got Thamesmen On Tap, 1984
- Maximum Tap, 1985
- It's A Dub World, 1988
- Doesn't Anybody Here Speak English?, Ross MacLochness solo,1990
- Here's More Tap1996
- Flak Packet, 2005
- Lusty Lorry,2009
- SEXX! (Soundtrack), 2010
- Hernia, desconocido, 24-CD
- Pyramid Blue, Nigel solo, 2013